# Wadati-Benioff-zonen
En Wadati-Benioff-zon (även Benioff-Wadati-zon eller Benioff-zon eller Benioff-seismisk zon) är en plan zon med seismicitet som motsvarar den nedåtgående plattan i en subduktionszon.